# Bellator 42
Bellator XLII foi um evento de artes marciais mistas organizado pelo Bellator Fighting Championships, ocorrido em 23 de abril de 2011 no Lucky Star Casino em Concho, Oklahoma. O card contou com lutas válidas pelas semi-finais do Torneio de Meio Pesados da Quarta Temporada do Bellator. O evento foi transmitido ao vivo na MTV2.

## Background
O campeão Peso Pesado do Bellator Cole Konrad era esperado para lutar em uma luta não válida pelo título contra Paul Buentello no evento. Porém, foi revelado que Buentello teve que se retirar da luta com uma lesão.
O ex-lutador do Sengoku Ronnie Mann era esperado para fazer sua estréia no Bellator no Bellator 40. Porém, os problemas com o visto impediram Mann de entrar nos Estados Unidos e a luta foi movida para esse card.
Chris Guillen originalmente enfrentaria Mark Holata, mas Guillen sofreu uma lesão e foi substituído por Tracy Willis.
O evento acumulou 199,000 telespectadores na MTV2.